# Thomas Haughey

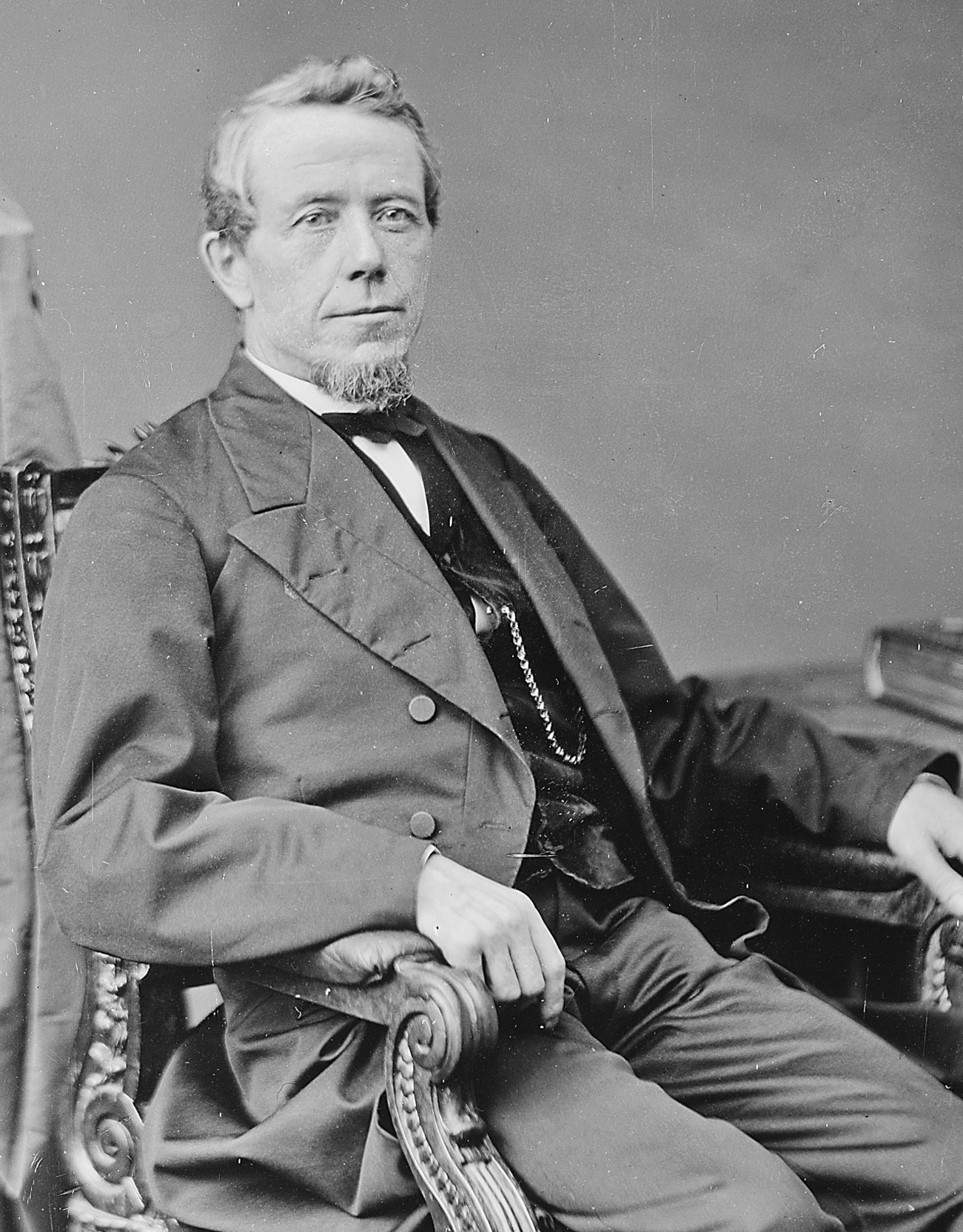
Thomas Haughey (1866)

Thomas Haughey (* 1826 in Glasgow, Schottland; † 5. August 1869 in Courtland, Alabama) war ein US-amerikanischer Arzt und Politiker (Republikanische Partei).

## Werdegang
Thomas Haughey erhielt eine beschränkte Ausbildung. Er wanderte mit seinem Vater in die Vereinigten Staaten ein, wo sie sich in New York City niederließen. Haughey zog dann 1841 in das Jefferson County in Alabama. Während er im St. Clair County unterrichtete, studierte er Medizin. Er graduierte mit einem Diplom am New Orleans Medical College und fing dann in Elyton (Alabama) an zu praktizieren. Während des späteren Amerikanischen Bürgerkrieges diente er zwischen 1862 und 1865 als Chirurg (Surgeon) im 3. Regiment, Tennessee Volunteer Infanterie der Unionsarmee. Nach dem Krieg ging er wieder seiner Tätigkeit als Arzt in Decatur (Alabama) nach. Haughey verfolgte ebenfalls eine politische Laufbahn. Er nahm 1867 als Delegierter an der verfassungsgebenden Versammlung von Alabama teil. Nach der Wiederaufnahme von Alabama in die Union wurde er in den 40. US-Kongress gewählt, wo er vom 21. Juli 1868 bis zum 3. März 1869 tätig war. Haughey wurde 1869 während einer politischen Ansprache in Courtland ermordet. Er wurde nahe Pinson (Alabama) auf dem Green Cemetery beigesetzt.